# Neriene coosa
Neriene coosa är en spindelart som först beskrevs av Willis J. Gertsch 1951.  Neriene coosa ingår i släktet Neriene och familjen täckvävarspindlar. Inga underarter finns listade i Catalogue of Life.